# Beania quadricornuta
Beania quadricornuta is een mosdiertjessoort uit de familie van de Beaniidae. De wetenschappelijke naam van de soort is, als Diachoris quadricornuta, voor het eerst geldig gepubliceerd in 1885 door Hincks.